# José Matildes Batista
José Matildes Batista (Itaporanga, 6 de agosto de 1964) é político brasileiro. Integrou a Câmara Legislativa do Distrito Federal entre 2007 a 2011, durante sua quinta legislatura.